# 2-й армійський корпус (Канада)
2-й армійський корпус (Канада) (англ. II Canadian Corps) — військове об'єднання, армійський корпус у складі канадської армії. Разом з I британським корпусом (з 1 серпня 1944 до 1 квітня 1945) та I канадським корпусом (з 6 квітня до листопада 1943 року і з 1 квітня 1945 року до кінця війни), входив до складу 1-ї канадської армії. Брав активну участь у боях Другої світової війни на півночі Західноєвропейського театру війни.

## Історія з'єднання
II канадський корпус був сформований 14 січня 1943 року з канадських військ, що перебували на території Англії. Протягом 4–12 березня 1943 року цей канадський корпус брав участь у масштабних навчаннях у південній Англії. Ця вправа виявила слабкі місця в командуванні як новим корпусом, так і 1-ю канадською армією, що безпосередньо призвело до кардинальних змін у керівництві протягом наступного року. Першим командувачем II канадського корпусу став лейтенант-генерал Ернест Вільям Сансом. Занепокоєння з приводу його лідерських здібностей та стану здоров'я призвели до того, що 29 січня 1944 року Сансом був замінений лейтенант-генералом Гаєм Сімондсом.
29 червня 1944 року штаб II канадського корпусу був утворений у Нормандії в Амблі. 7 липня штаб повністю набув оперативної спроможності, коли 2-га канадська піхотна дивізія почала прибувати до Франції. Незабаром до цієї першої дивізії приєдналися 3-тя канадська піхотна дивізія та 2-га канадська бронетанкова бригада, які раніше брали участь у висадці десанту у Нормандії та в операції «Віндзор» у складі I британського корпусу. 4-та канадська бронетанкова дивізія стала третьою складовою корпусу на рівні канадської дивізії. Нарешті, більшу частину бойових дій, які вели війська у Північно-Західній Європі до складу корпусу входила також 1-ша бронетанкова дивізія Польщі.
Хоч номінально це було канадське формування, до складу II канадського корпусу входили також військові формування від інших країн-союзників. Крім 1-ї польської бронетанкової дивізії, до складу корпусу входили 1-ша піхотна бригада Бельгії, Королівська нідерландська мотопіхотна бригада та 51-ша (високогірна) піхотна дивізія Великої Британії.
5 травня 1945 року в Бад-Цвішенан на півночі Німеччини генерал Сімондс прийняв капітуляцію німецьких військ, що протистояли II канадському корпусу наприкінці війни. Корпус був деактивований 25 червня 1945 року в рамках загальної демобілізації Канадської армії.